# 陆地生态系统
陆地生态系统（英語：terrestrial ecosystem）泛指在陆地上的各种生态系统，包括山地、冻原、寒温带针叶林、温带落叶阔叶林、热带雨林、草原、沙漠等。陆地生态系统与水域生态系统最大的区别是拥有土壤，而且因为没有水体的掩护通常会经历更大的昼夜和季节温度变化。
陆地生态系统所包括的宏观生命体包括各类陆生/两栖动物、陆生植物、蕈类、地衣等，其特点是演化出了能够适应极端天气、温度和湿度变化以及缺水环境的同时保留体内水分的外表和稳态能力，并且通常都有能够在没有水中浮力协助的情况下支撑体重的结构和不依赖水流的繁殖方式。维持陆地生态系统的稳定对实现联合国可持续发展目标至关重要。